# Caterpillar 324D
A Caterpillar 324 DL é uma escavadeira hidráulica de médio porte fabricada pela pela multinacional americana Caterpillar Inc.
A  máquina pode ser equipada com caçambas, compactadores, garras, multiprocessadores, escarificadores, trituradores, pulverizadores, martelos e tesouras.